# Villa Flavia
Villa Flavia è una delle ville suburbane originariamente situate fuori dalle mura di Pavia presso la valle della Vernavola e ora inserite nella periferia orientale della città.

## Storia e descrizione

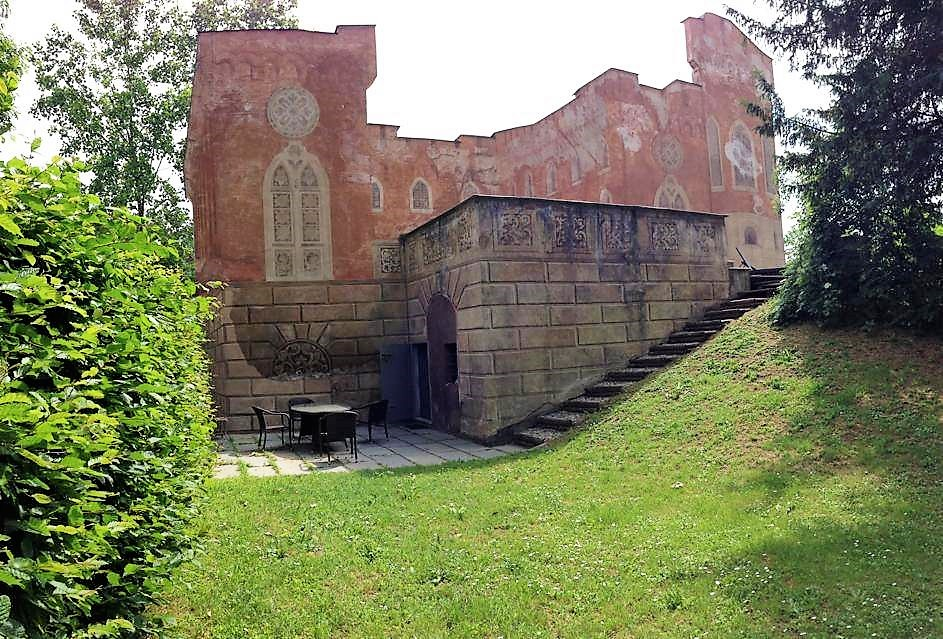
La ghiacciaia decorata come se fosse un castello.

Come altre ville realizzate dall’aristocrazia pavese tra Sei e Ottocento, Villa Flavia è situata nella periferia orientale di Pavia, nella valle della Vernavola, vicino alla strada che da Pavia conduce a Lodi. Nel XVII secolo era una semplice cascina e, durante l’assedio del 1655, ospitò il duca di Modena Francesco I d’Este. Nel XIX l’azienda agricola fu acquistata dalla famiglia pavese degli Strada e nel 1848 Giovanni Strada, ingegnere, la fece ricostruire realizzando una grande cascina a corte quadrata, destinata ai contadini, alle stalle, i fienili e alle altre strutture della cascina e, a oriente di essa, affacciata lungo il terrazzo della Vernavola, la villa. Edificio padronale presenta forme neoclassiche, conserva internamente affreschi con paesaggi e nature morte, opere del pittore pavese Giovanni Fabio, ed è dotato di un vasto parco all’inglese che si appoggia al declivio naturale del terreno. Tuttavia il complesso presenta anche molti elementi sia decorativi sia architettonici neogotici, uno stile molto vicino alla nuova sensibilità romantica, come nel decoro del cornicione di coronamento della villa, dipinto con archetti acuti intrecciati ispirati a quelli gotici e alcuni affreschi esterni raffiguranti finestre in stile gotico veneziano. A margine del parco vi anche una torretta cilindrica, provvista di merli e aperture ogivali in stile neogotico e perfino la ghiacciaia, posto nel parco a divisione tra lo spazio padronale e gli edifici adibiti ai servizi, è dotata di una grande quinta in muratura sulla quale è affrescato un castello medievale provvisto di merli, rosoni e affacciato su di un grande terrazzo bugnato.